# دویی رز (جورجیا)
دویی رز (به انگلیسی: Dewy Rose) یک منطقهٔ مسکونی در ایالات متحده آمریکا است که در جورجیا واقع شده‌است. دویی رز ۱۵۴ نفر جمعیت دارد و ۲۲۳٫۱۲ متر بالاتر از سطح دریا واقع شده‌است.